# Munàcia Plancina
Munàcia Plancina (en llatí Munatia Plancina) va ser l'esposa de Gneu Calpurni Pisó. Era probablement filla de Luci Munaci Planc, cònsol el 42 aC. pertanyia a la gens Munàcia, una família romana d'origen plebeu.
Quan el seu marit va ser nomenat governador de Síria (any 17) el va acompanyar. Durant l'any 18 va enfrontar-se a Agripina Major, la dona de Germànic Cèsar, seguint instruccions de Lívia Drusil·la, la viuda d'August i mare de Tiberi. A la seva tornada a Roma l'any 20 ella i el seu marit van ser rebuts pel poble com a criminals, ja que se sospitava que havien enverinat a Germànic. Pisó es va acabar suïcidant però Plancina va ser indultada pel senat per influència de l'emperadriu mare.
Va viure tranquil·la fins a la mort de Lívia l'any 29. L'any 33, ja sense cap protector, va ser acusada d'aquell crim i es va suïcidar.